# Mihailo Vojislavljević
Mihailo Vojislavljević (en serbio: Михаило Војисављевић; fl. 1050-1081) fue el rey de Doclea desde 1050 a 1081. En un principio era un vasallo del Imperio bizantino que poseía el título de protospatario, luego, después de 1077 sirvió nominalmente al papa Gregorio VII, quien lo llamó «rey de los eslavos». Se había distanciado de los bizantinos cuando apoyó la sublevación del búlgaro Jorge Voiteh, después de lo cual buscó obtener apoyo en Occidente. En 1077 recibió una insignia real de Gregorio VII a raíz del Cisma de Oriente de 1054.

## Biografía

### Primeros años
Con la muerte de Esteban Vojislav, su dominio se dividió entre sus cinco hijos. Gojislav recibió Travunia (Trebinje) y gobernó brevemente hasta que fue asesinado por los nobles locales, quienes establecieron a Domanek en su lugar. Mihailo lo expulsó y Saganek decidió gobernar, pero Domanek regresó y lo expulsó. Mihailo le ofreció el puesto a Radoslav, quien se negó, temiendo perder la župa de Luška (futura Zeta). Radoslav quizás desconfiaba de su hermano, pensando que se apoderaría de Zeta, pero Mihailo parece haberle ofrecido un trato.
El Imperio bizantino, ansioso por aprovechar la muerte de Esteban Vojislav, preparó una ofensiva contra la inestable Doclea. En ese momento, los cuatro hermanos restantes hicieron las paces y firmaron una alianza, considerada el tratado más antiguo en la historia de Serbia. Después del acuerdo, Radoslav atacó Travunia, matando a Domanek. Después de este evento, su madre (que había actuado como una estabilidad en las relaciones entre los hermanos) murió. Mihailo sucedió como knez de «Doclea» en 1046, o como su reino fue llamado por el contemporáneo Cedreno: «Triballorum ac Serborum principatum». Juan Escilitzes escribe que los caudillos de un levantamiento búlgaro pidieron la ayuda «Mihailo, el señor de los croatas, que gobernaba desde Kotor».
Si bien no se encontraba en peligro inminente por ese bando, Mihailo consideró favorable fortalecer todavía más los lazos con Bizancio y, en 1050, recibió el título de protospatario y se casó con una sobrina de Constantino IX Monómaco, algo que podría haber implicado un reconocimiento titular de la autoridad de Constantinopla, pero sin concesiones reales de su parte. Correspondió al equilibrio de fuerzas entonces vigente y compró unos veinte años de paz y prosperidad para su territorio.

### Apoyo a la rebelión anti-bizantina en el Thema de Bulgaria
Las cosas empezaron a cambiar después de 1071, el año de la debacle asiática clave de Bizancio en la batalla de Manzikert, así como de la conquista normanda de Italia Meridional.
En 1072, los nobles búlgaros en Skopie planearon una revuelta contra el gobierno bizantino bajo el mando de Jorge Voiteh, exarca de la ciudad. Los jefes rebeldes pidieron ayuda a Mihailo I y, a cambio, ofrecieron a uno de sus hijos, un descendiente de la Casa de los Cometopulos, en el trono búlgaro. En el otoño de 1072, Michael I envió alegremente a Constantino Bodin con 300 soldados, que llegaron a Prizren y se reunieron con Voiteh y otros magnates. En Prizren coronaron a Bodin «zar de los búlgaros» y le dieron el nombre de «Pedro», como recuerdo del santo zar Pedro I y de Pedro Deljan (quien había encabezado la primera gran revuelta contra el dominio bizantino entre 1040 y 1041). A pesar de algunos éxitos iniciales, Bodin fue posteriormente capturado. Cuando Mihailo se enteró de la captura de su hijo, envió a un general bizantino cautivo, Longibardopoulos, quien se había casado con una de sus hijas, para rescatarlo, pero desertó a los bizantinos.
La ayuda a Jorge Voiteh alejó a Mihailo de los bizantinos.

### Vasallo del papa
Después del levantamiento, Mihailo comenzó a buscar apoyo hacia el oeste, al papa. Esto se debió no solo a su alienación de los bizantinos, sino también al deseo de crear un arzobispado independiente dentro de su reino y finalmente obtener un título real. A raíz del Cisma de Oriente de 1054, el papa Gregorio VII estaba interesado en otorgar la corona real a los gobernantes en las zonas en conflicto con los bizantinos y Mihailo recibió la suya en 1077. A partir de entonces, Doclea fue referido como un reino, una situación que duró hasta su reducción en el siglo xii.
No se sabe si sus hermanos lo aceptaron como gobernante supremo o si los obligó. En adelante, Mihailo era el gobernante de Toda Doclea, y es posible que sus hermanos, como mucho, solo tuvieran feudos.

### Últimos años
Tras sellar los lazos con los normandos mediante el matrimonio de su heredero, Constantino Bodin, con Jaquinta de Bari, Mihailo murió en 1081, después de un gobierno de unos 30 años.

## Descendencia
Mihailo se casó con una sobrina de Constantino IX Monómaco, con quien tuvo siete hijos, de los cuales se conocen cuatro:
- Vladimir,
- Constantino Bodin,
- Dobroslav II,
- Petrislav, gobernante de Rascia,
- Una hija.

## Títulos
- De acuerdo con Jorge Cedreno (fl. 1050) y Juan Escilitzes (fl. 1057), Mihailo era Príncipe de Tribalianos y serbios (Τριβαλλών και Σέρβων...αρχηγός[8]/ Τριβαλλῶν καὶ Σέρβων...ἀρχηγός[9]), y fue llamado «aliado y amigo de los bizantinos», habiendo recibido el título de protospatario.[10]
- En 1077, recibió una corona del papa Gregorio VII,[10] quien a partir de entonces se dirigió a Mihailo como «rey de los eslavos». Una carta fechada el 9 de enero de 1078 comienza con «Gregorio... a Miguel, rey de los eslavos» (en latín: Sclavorum regi).[11]
- Ana Comnena (1083-1153) lo llama «exarca de Serbia».[12]